# Hunan
Hunan (xinès: 湖南, pinyin: Húnán) és una província de la República Popular de la Xina, situada al mig dels marges del riu Yangtze i al sud del Llac Dongting. Hunan de vegades és dita 湘 (pinyin: Xiāng), pel riu Xiang que travessa la província. Hunan limita al nord amb Hubei, a l'est amb Jiangxi, al sud amb Guangdong, al sud-oest amb Guangxi, a l'oest amb Guizhou i al nord-oest amb Chongqing. La capital és Changsha.

## Divisions administratives
Hunan es divideix en 14 prefectures, una d'elles autònoma.
- Changsha (长沙市 Chángshā Shì)
- Zhangjiajie (张家界市 Zhāngjiājiè Shì)
- Xangdé (常德市 Chángdé Shì)
- Yiyang (益阳市 Yìyáng Shì)
- Yueyang (岳阳市 Yuèyáng Shì)
- Zhuzhou (株洲市 Zhūzhōu Shì)
- Xiangtan (湘潭市 Xiāngtán Shì)
- Hengyang (衡阳市 Héngyáng Shì)
- Chenzhou (郴州市 Chénzhōu Shì)
- Yongzhou (永州市 Yǒngzhōu Shì)
- Shaoyang (邵阳市 Shàoyáng Shì)
- Huaihua (怀化市 Huáihuà Shì)
- Loudi (娄底市 Lóudǐ Shì)

La prefectura autònoma
- Prefectura Autònoma Tujia i Miao de Xiangxi (湘西土家族苗族自治州 Xiāngxī Tǔjiāzú Miáozú Zìzhìzhōu)

## Demografia
Segons el cens del 2000, la població de Hunan és de 64.400.700 repartits en 41 grups ètnics. La població creix el 6,17% (3.742.700) des del 1990. Segons el cens, el 89,79% (57,825,400) identifiquen com a xinesos han, 10,21% (6.575.300) com a tujia, miao, dong, yao, ètnia hui, bai, zhuang, uigurs i altres.

## Economia
La província té abundants mines de carbó. L'extracció d'aquest mineral és un dels principals recursos econòmics de la zona. La regió és també un dels principals centres de producció d'antimoni del país. Quant a l'agricultura, el cultiu principal és el de l'arròs encara que també existeixen importants plantacions de te. El clima és subtropical, amb hiverns molt humits. La temperatura mitjana al gener és de 3-8 °C mentre que la mitjana en el mes de juliol és de 27-30 °C.

## Història
Hunan és la província en la qual va néixer Mao Zedong pel que va donar la Revolució Cultural entre 1966 i 1976. Va trigar més que altres províncies a adoptar les reformes implementades per Deng Xiaoping en els anys que van seguir la mort de Mao en 1976. També és la província on va néixer l'il·lustre poeta xinès Huang Xiang l'any 1941.